# Irepress
Irepress ist eine US-amerikanische Metal- und Rockband aus Sharon, Massachusetts, die im Jahr 1998 gegründet wurde.

## Geschichte
Die Band wurde im Jahr 1998 gegründet und bestand aus den Gitarristen Jon DiNapoli und Bret Silverberg, dem Schlagzeuger Sheel Davé, dessen Bruder Shan Davé am Bass, dem Keyboarder und Sänger Jarrett Ring und dem Sänger Shomik Bhattacharya. Der Bandname leitet sich vom englischen Wort „irrepressible“ (unzähmbar, unkontrollierbar) ab. Die Mitglieder entwickelten dieses Wort in der Highschool. Als Ring die Band verließ, um aufs College zu gehen, machte die Band zu fünft weiter, ehe auch Bhattacharya die Band verließ, der in New York lebte und kaum noch am Bandleben teilnehmen konnte. Danach war die Band nur noch eingeschränkt aktiv und bestand schließlich nur noch aus vier Mitgliedern. Im Jahr 2003 erschien die EP Trilogy, der 2005 das Debütalbum Samus Octology folgte. Das Album wurde zwei Jahre später bei Translation Loss Records wiederveröffentlicht. Auf dem Album war Forbes Graham von Kayo Dot als Gastmusiker zu hören. Auf dem Album bestand die Gruppe aus dem Bassisten Shan Davé, dem Schlagzeuger Sheel Davé, sowie den Gitarristen Bret Silverberg und Jonathan DiNapoli. Im Jahr 2009 folgte das zweite Album Sol Eye Sea I bei diesem Label. Auf dem Tonträger war Jarrett Ring als Keyboarder zurückgekehrt. Die Band konnte bisher unter anderem zusammen mit Gruppen wie Isis, Wu-Tang Clan, Immortal Technique, Hatebreed, Kool Keith, Kayo Dot, Shadows Fall, Gym Class Heroes und God Is an Astronaut auftreten.

## Stil
Eduardo Rivadavia von Allmusic bezeichnete die Musik der Band als Post-Rock, Progressive Hardcore und Metal-Gaze. Die Lieder würden Rhythmen enthalten, die dem Jazz entliehen seien. Zudem sei die Musik rein instrumental und atmosphärisch komplex und mit der Musik von Isis, Pelican und Mouth of the Architect vergleichbar. Laut progarchives.com spielt die Band instrumentalen Progressive Metal, der jedoch seine Einflüsse hauptsächlich aus dem Post-Rock-Bereich beziehe, sodass die Band mit Pelican vergleichbar sei. Zudem rufe die Taktangabe der Lieder Erinnerungen zum Math-Rock wach. Die Musik sei für Fans von Post-Rock und innovativem Progressive Metal. In ihrer Rezension zu Sol Eye Sea I gab Simone Bösch vom Metal Hammer an, dass man dem Album Einflüsse aus Progressive Rock, Jazz, Metalcore oder Rhythm and Blues anhöre. Die Lieder seien sehr komplex, wodurch es ihnen an Eingängigkeit fehle.
Im Interview mit Stefan Kayser von Powermetal.de gab DiNapoli an, dass die Band ein musikalisches „Büffet zufällig gefundener Stile der ganzen Welt“ bieten will. Sol Eye Sea I bestehe aus fünf Stücken, die durch kleine Zwischenspiele verbunden werden würden. Das Album sei voller Desaster, Wiedergeburt und Triumph. Das Album habe mit Riffs und einzelnen Teilen und habe dann „die Musik fließen“ lassen. Kayser empfand die Musik der Band als eine Mischung aus Frank Zappa, Dream Theater, Hawkwind, Ozric Tentacles und Man. Bret Silverberg gab im selben Interview an, dass die Band oft mit Bands wie Neurosis und Isis verglichen wird, was die Gruppe jedoch als unzutreffend empfinde. Silverberg stimmte einem Großteil der von Kayser genannten Bands als Vergleich zu. DiNapoli nannte zudem auch Künstler wie Pink Floyd, King Crimson, The Residents, das Mahavishnu Orchestra, alte Metallica, Meshuggah, Tool, Deftones, Sade Adu, Snoop Dogg, Dr. Dre, Bone Thugs-N-Harmony und Michael Jackson als Einflüsse. Zudem werde die Gruppe auch von Smooth Jazz und Alltagsgeräuschen beeinflusst. Laut Silverberg stamme die Musik nicht von einem Mitglied allein; vielmehr arbeite die Band gemeinsam an den Liedern. Laut Shan Davé im Interview mit Nirav von obnoxiouslisteners.com reichen die Einflüsse von Hum über Michael Jackson zu Andrew Bird, Minus the Bear und !!!.

## Diskografie
- 2003: Trilogy (EP, Eigenveröffentlichung)
- 2005: Samus Octology (Album, Eigenveröffentlichung)
- 2009: Sol Eye Sea I (Album, Translation Loss Records)